# Korogo
Korogo es una aldea en el este de Georgia, en el municipio de Dusheti de la región de Mtskheta-Mtianeti, en la comunidad de Kvesheti. Está ubicada en la ladera sur de la cordillera de Mtiuleti, a 1.800 m sobre el nivel del mar y a 84 km de Dusheti.
Es famosa porque allí se encuentra la antigua iglesia de la Santa Virgen ortodoxa georgiana de entre mediados del siglo X y principios del siglo XI, donde se encuentra un relieve tallado en la cornisa occidental con el ciclo de la construcción de la misma, desde la extracción de la piedra en una cantera hasta la consagración y ofrenda de la iglesia a la Virgen.

## Historia
Korogo ha estado habitado desde principios de la Edad Media. En ese momento, ya pasaba la vía que conectaba Korogo con el Cáucaso Norte, que seguía la margen izquierda del río Aragvi, conectando el desfiladero de Khadi y el pueblo de Kvesheti con Korogo. La protección de este camino era responsabilidad de la población local durante las invasiones enemigas. 
Situado en la histórica provincia de Mtiuleti era un país que a principios de la Edad Media e incluso antes, estaba gobernado por funcionarios reales. Korogo, como localidad importante de Mtiuleti, era el centro del área territorial del rey Aznauri. En el siglo XVII, Mtiuleti fue anexionado por los Eristavi de Aragvi y la realeza perdió allí su influencia durante corto tiempo. Cuando en 1756, el rey Teimuraz II abolió el ducado de Aragvi, se formaron Samuravo y Mleta y Korogo se convirtió en su centro. Samuravo existió hasta 1801, antes de la abolición del Reino de Kartli-Kajetia.
La iglesia de la Santa Virgen está declarada Monumento cultural inamovible de importancia nacional de Georgia.

## Demografía
Según el censo de 2014, nadie vivía en la localidad.